# Мой двор: Спортивные частушки
 «Мой двор: Спортивные частушки»  — дебютный студийный альбом белорусского рэп-исполнителя Серёги, выпущенный в 2004 году на территории России.
Песня с альбома «Чёрный бумер» стала российским хитом, попав в ротацию на «Динамит FM», «Русское радио», «Радио Попса», а также став лидером в чартах MTV и Муз-ТВ. В 2005 году песня получила премию RMA в номинации «Лучший рингтон».

## Список композиций
1. Говорила мама вечером сыночку
2. Кукла Feat Макс Лоренс
3. Рыжий
4. Песенка о слесаре шестого разряда
5. Гимн болельщиков Ф.К Спартак
6. Сука иуда
7. Выходила Маня замуж
8. А на танцполе нету свободных мест или заколебал
9. Чёрный бумер
10. Дети Москвы
11. Голуби Feat Сацура
12. Загубили Лялю

## Коммерческий успех
Альбом «Мой двор: спортивные частушки», выпущенный в 2004 году, разошёлся в России внушительным тиражом. На 2006 год было продано более 2 миллионов копий.

## Рецензии
В общем, этот альбом надо послушать хотя бы раз, пусть даже ради интереса. При более чем скромных тематике и текстах, придётся признать — то, КАК делает рэп Серёга, у нас не делает никто. Сейчас интересно, что будет происходить дальше. Будем ждать клипа на “Чёрный Бумер”, который просто обязан подмять чарты. А там — кто его знает.
 — пишет Тёмный на сайте RapArtAge 

## Видео
На композиции с альбома было снято 4 видеоклипа:
- Чёрный бумер.
- Загубили Лялю
- Песенка о слесаре шестого разряда
- Кукла